# 法罗里奥
法罗里奥公司（Ferrovial S.E. 西班牙語發音：[feroˈβjal]），原名法罗里奥集团（Grupo Ferrovial），是一家西班牙跨国基础设施公司，主要业务为运营、开发公路、高速公路、机场、建筑等。

## 历史
该公司由拉斐尔·莫雷诺（Rafael del Pino y Moreno）于1952年创立，当时是家铁路建设公司。